# Stefan Fleming
Stefan Fleming (* 1959 in Wien) ist ein österreichischer Schauspieler, Sprecher, Autor und Moderator.

## Leben
Der ehemalige Wiener Sängerknabe Stefan Fleming studierte schon als Kind an der Musikakademie und war dann einer der jüngsten Studenten des Reinhardt-Seminars. Im Anschluss absolvierte er zusätzlich noch eine Musicalausbildung.
Während dieser Zeit spielte er erste Theaterhauptrollen am Theater der Jugend, Theater an der Wien, am Wiener Volkstheater und den Berliner Kammerspielen.
Unmittelbar nach dem Seminar begann er unter anderem als Sohn der österreichischen Fernsehkultserie Familie Merian seine Karriere als TV-Hauptdarsteller. Es folgten weitere Rollen in Österreich, Deutschland, Italien, Frankreich und Brasilien.
1991 erschien Stefan Flemings erstes Buch Märchen zur Nacht (Märchen für Erwachsene). Außerdem schrieb und moderierte er eine Kindersendung für den ORF, die in New York den International Television Award errang, produzierte eine Hörbuch-Reihe, die drei deutsche Schallplattenpreise erhielt, machte Literatursendungen für das Radio, schrieb erfolgreich Drehbücher und unterrichtete in der Werkstatt Film / Fernsehen in Wien Drehbuch, Regie und Schauspiel.
Stefan Flemings Stimme ist nicht nur in zahllosen Werbespots und Dokumentationen zu hören, er leiht der Puppe Kasperl (von „Kasperl und Buffi“) auch seine Stimme, seit deren Schöpfer Arminio Rothstein 1994 verstorben ist.
Seit dem Jahr 2003 spielt Stefan Fleming auch wieder Theater, u. a. im Stift Altenburg (Niederösterreich), dem Wiener Interkulttheater und dem Rabenhof Theater in Wien. 2004 drehte er an der Seite von Francis Fulton-Smith den Fernsehfilm Ein Paradies für Tiere, dem zwei Jahre später Ein Paradies für Pferde folgte. Im Jahr 2005 begannen die Dreharbeiten zur Fernsehserie Der Winzerkönig, einer Koproduktion von ORF und ARD, im Jahr 2007 folgte die zweite Staffel, die im Frühjahr 2008 ausgestrahlt wurde.
Es folgte noch eine letzte dritte Staffel.

## Film und Fernsehen (Auswahl)
- 1978–1984 und 1992: Familie Merian (Fernsehserie, Regie Walter Davy)
- 1980–1981: Die fünfte Jahreszeit (Fernsehserie, Regie Franz Josef Gottlieb)
- 1982: Alles aus Liebe (Fernsehfilm Berlin)
- 1983: Das Traumschiff: Kenia (Fernsehserie, Regie Alfred Vohrer)
- 1984: Derrick – Drei atemlose Tage (Fernsehserie, Regie Alfred Vohrer)
- 1984: Tapetenwechsel (TV-Komödie, Regie Jochen Bauer)
- 1984: Weltuntergang (Fernsehfilm; Ö/USA; Regie Imo Moszkowicz)
- 1985: Tatort – Nachtstreife (TV-Regie Jochen Bauer)
- 1986: Max und Melanie (TV-Sprachlernserie für das Goethe-Institut)
- 1988–1991: Jolly Joker (Fernsehserie, Regie Marco Serafini)
- 1992: Telenovelas in Brasilien
- 1994: Verliebt, verlobt, verheiratet (Fernsehserie, Regie Georg Tressler)
- 1995: Ein unvergeßliches Wochenende... auf Mallorca (Fernsehfilm, Regie: Kai Borsche)
- 2005: Ein Paradies für Tiere (Fernsehfilm, Regie Peter Weissflog)
- 2005: Der Winzerkönig (Fernsehserie, Regie Holger Barthel und Claudia Jüptner)
- 2006: Ein Paradies für Pferde (Fernsehfilm, Regie Peter Weissflog)
- 2007: Der Winzerkönig (Fernsehserie, Regie Holger Barthel, Claudia Jüptner-Jonstorff und Michi Riebl)